# Monsano
Monsano è un comune italiano di 3 226 abitanti della provincia di Ancona nelle Marche.

## Geografia fisica

### Territorio
Monsano è situata nella bassa valle del fiume Esino, su un poggio di 191 m s.l.m., e il suo territorio si estende su una superficie di 14 km².
Anticamente coperto da foreste di querce e allori, declina dolcemente verso valle, tra distese di olivi e il moderno, tranquillo centro abitato. A valle, una ampia zona industriale.

## Storia

### Origini
Il luogo era abitato già dal X secolo a.C. dai Piceni, sembra arrivati dalla Marsica per una Primavera Sacra. In seguito vi arrivarono i Greci, che fondarono la vicina Jesi, e circa nel 250 d.C. i Romani. Divenuta ben presto vallo tra la Regio VI Umbria e la Regio V Picenum, sarà ancora demarcazione tra Bizantini del nord ed i Longobardi a sud con il confine posto nella vicinissima Monte San Vito.
Il toponimo di Musianum, ossia luogo dedicato alle Muse, fa riferimento alla presenza sul territorio di una Lauriola, bosco di lauri, piante sacre ad Apollo, dove una leggenda vuole vi abitassero le muse.

### Medioevo
Il primo documento che menziona Monsano risale al 1197, quando viene citato come dipendenza dell'Abbazia di Valfucina, alle pendici del Monte San Vicino (territorio comunale di San Severino Marche. Fino alla fine del XIII secolo è una Villa collegata alla Pieve di San Giovanni (esistita fino al 1897 come chiesa cimiteriale).

### Dominazione jesina
Nel 1283, come riportato da un documento di Papa Martino IV, la Santa Sede riconosce la villa di Musiano sotto la giurisdizione del Comune di Jesi. Dunque rientra ben presto negli aspri conflitti fra Jesi e Ancona per il controllo dell'Abbazia di Chiaravalle e quindi lo sbocco sul mare.
Nel 1340 Jesi perde Monte San Vito, e decide la fortificazione di Monsano con l'erezione delle mura elevandola a Castello e trasformandola in baluardo di difesa della città Regia. Il Castello dalla pianta rettangolare di circa 200 metri per 90 con torrioni d'angolo, tre pentagonali ed uno cubico, era munito di merli e ponte levatoio sull'unica porta davanti a un fossato. 
I rapporti con la città di Jesi restarono assai tesi, tanto che, in cattive acque, i monsanesi non esitavano a darsi al nemico.
Nel 1461, durante le lotte fra i Malatesta e papa Pio II, gli jesini decisero di abbattere le mura civiche.
Oggi delle mura originali verso il mare e dei merli non v'è più traccia. Il fossato fu colmato nel 1590 per insalubrità.

### Storia moderna
In nome di Monsano, fino ad allora anche conosciuto come Musciano, Mosciano, Mustrani o Montanello, fu imposto con Regio Decreto nel 1864.

### Simboli
Il primo "Leone Rampante", jesino, appare sullo stemma dal 1283, quando Monsano entra a far parte della Respublica Æsina.
In seguito lo stemma venne coronato e affiancato da ramoscelli di alloro e rovere, a simboleggiare la presenza, in antichità, di boschi di Querce e Lauri (Allori), quest'ultimi dedicati al culto delle Muse di Apollo.
La descrizione araldica dello stemma è la seguente:
La descrizione araldica del gonfalone è la seguente:

## Monumenti e luoghi d'interesse

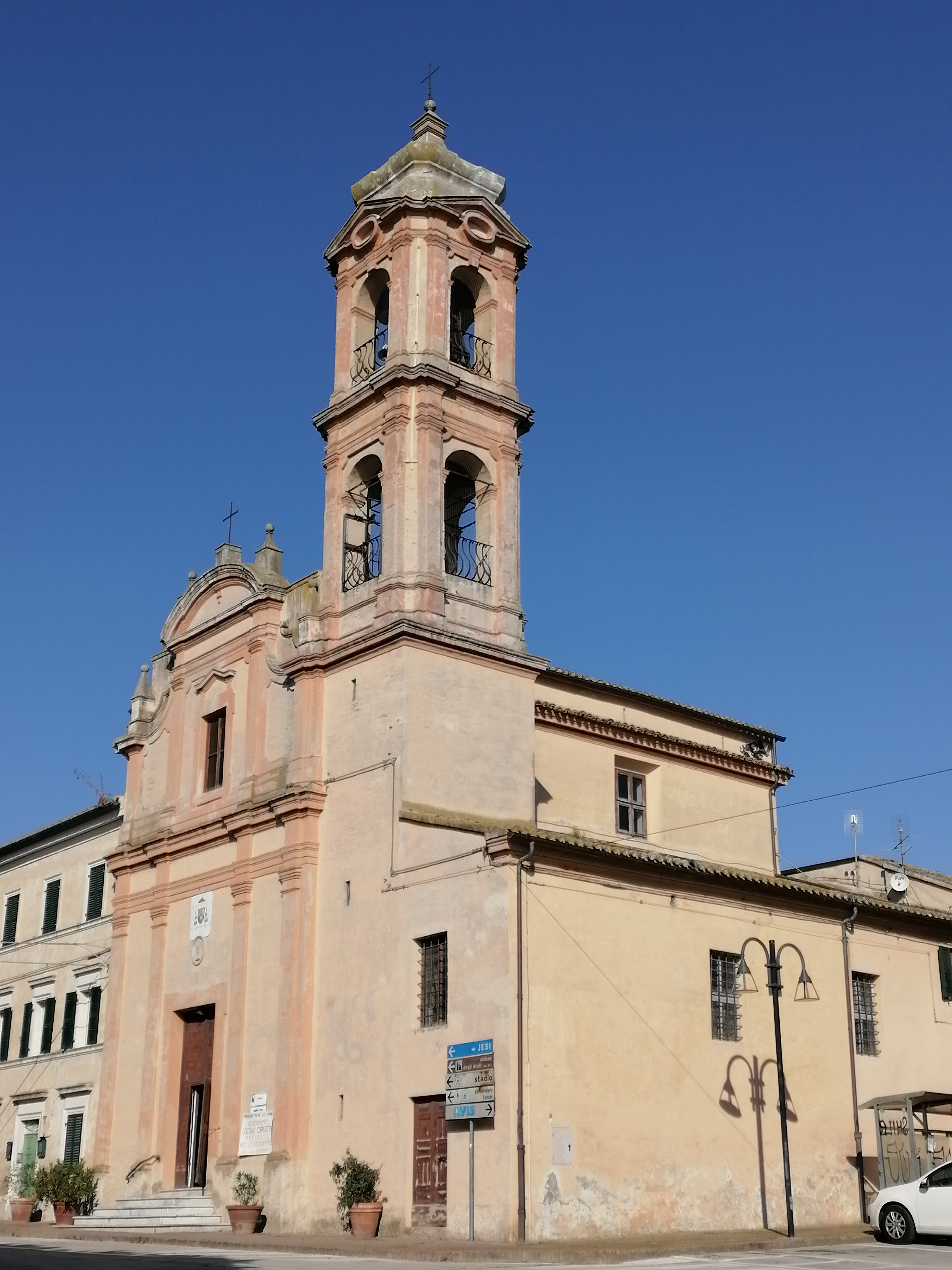
La Chiesa del Santissimo Sacramento.

- Mura cittadine. Il borgo antico conserva ancora il perimetro originale delle mura quattrocentesche con i torrioni poligonali angolari e la principale porta d'accesso, una volta munita di ponte levatoio. In seguito all'abbattimento delle mura nel 1461, sullo stesso impianto, vennero erette le case ancoraggi visibili.
- Chiesa del Santissimo Sacramento, anticamente denominata Santa Maria del Soccorso, sorge accanto al castello. Eretta nel XVI secolo, venne ricostruita nel 1701 e conserva al suo interno alcune tele di Domenico Luigi Valeri, realizzate nel 1736.
- Chiesa di San Pietro Apostolo, sorge dentro il borgo, ha origini risalenti al XII secolo ma venne riedificata nel XVIII secolo. All'interno conserva una pala di Claudio Ridolfi raffigurante una Madonna con Bambino e i Santi Francesco e Stefano, e una tela del Valeri.
- Chiesa degli Aròli. Fuori dal centro abitato, in località Lauriola, sorge questa chiesetta romanico-gotica del XII secolo, perfettamente conservata.
- Santuario di Santa Maria fuori Monsano. Venne edificato a partire da 1471 in seguito ad un'apparizione della Madonna. Presenta un grazioso campanile e un ricco interno barocco con diverse tele di Domenico Luigi Valeri.
- Villa Pianetti. In località Sant’Ubaldo, sorge quest'imponente villa settecentesca, dalla suggestiva architettura e parco annesso, antica dimora estiva dei marchesi Pianetti di Jesi.

## Società

### Evoluzione demografica
Abitanti censiti

## Amministrazione
| Periodo          | Periodo        | Primo cittadino   | Partito                    | Carica  | Note  |
| ---------------- | -------------- | ----------------- | -------------------------- | ------- | ----- |
| 20 giugno 1986   | 26 agosto 1989 | Amorino Simonetti | Partito Comunista Italiano | Sindaco | [ 9 ] |
| 2 settembre 1989 | 26 maggio 1990 | Ermanno Giulietti | Indipendente               | Sindaco | [ 9 ] |
| 26 maggio 1990   | 24 aprile 1995 | Ermanno Giulietti | Indipendente               | Sindaco | [ 9 ] |
| 24 aprile 1995   | 14 giugno 1999 | Sandro Sbarbati   | Centro-sinistra            | Sindaco | [ 9 ] |
| 14 giugno 1999   | 14 giugno 2004 | Sandro Sbarbati   | Centro-sinistra            | Sindaco | [ 9 ] |
| 14 giugno 2004   | 8 giugno 2009  | Gianluca Fioretti | Centro-sinistra            | Sindaco | [ 9 ] |
| 8 giugno 2009    | 26 maggio 2014 | Gianluca Fioretti | Centro-sinistra            | Sindaco | [ 9 ] |
| 26 maggio 2014   | 27 maggio 2019 | Roberto Campelli  | Lista civica               | Sindaco | [ 9 ] |
| 27 maggio 2019   | 10 giugno 2024 | Roberto Campelli  | Lista civica               | Sindaco | [ 9 ] |
| 10 giugno 2024   | in carica      | Roberto Campelli  | Progetto Monsano           | Sindaco | [ 9 ] |

### Gemellaggi
- Klein-Pöchlarn
- Toulaud

## Sport

### Calcio
La squadra di calcio è la Polisportiva Monsano 1978 che milita attualmente nella 2ª Categoria. I colori sociali sono il rosso e blu.